# Seznam litovskih pesnikov
Seznam litovskih pesnikov.

## A
- Eugenijus Ališanka

## B
- Jurgis Baltrušaitis
- Antanas Baranauskas
- Kazys Boruta

## D
- Kristijonas Donelaitis

## G
- Liudas Gira

## K
- Vytautas Kernagis (kantavtor)
- Vincas Kudirka
- Jurgis Kunčinas

## M
- Maironis (Jonas Mačiulis)
- Justinas Marcinkevičius  (1930 - 2011)
- (Jonas Mekas - lit.-amer. režiser, pesnik ...)
- Eduardas Mieželaitis

## N
- Salomėja Nėris

## P
- Sigitas Parulskis
- Kornelijus Platelis

## R
- Henrikas Radauskas

## S
- Balys Sruoga

## V
- Tomas Venclova